# Clyde
För andra betydelser, se Clyde (olika betydelser).
Clyde eller River Clyde är en 176 km lång flod i Skottland och därmed Skottlands tredje längsta. Den sträcker sig från bergen i South Lanarkshire till Firth of Clyde på Skottlands västkust. Avrinningsområdet är 4 000 km² stort. Den har givit namn åt konserthuset Clyde Auditorium (senare kallat SEC Armadillo) i Glasgow.